# Краківська вулиця (Київ)
Кра́ківська ву́лиця — вулиця у Дніпровському районі міста Києва, житловий масив Соцмісто. Простягається від вулиці Будівельників до вулиці Гната Хоткевича.
Прилучаються вулиця Сергія Набоки, бульвар Івана Котляревського, а також вулиці Дмитра Багалія, Олександра Лазаревського і Юрія Поправки.

## Історія
Вулиця виникла у середині XX століття під назвою Нова, у 1955 році набула назву Іваново-Вознесенська. Сучасна назва на честь польського міста Краків, побратима Києва — з 1961 року.

## Пам'ятки
Будинки № 15/16, 17/17, 19/10, 25-б, 26/8, 27, 28 і 32-а є пам'ятками архітектури.
Будинок № 15/16 знесено і збудовано багатоповерхівку.

## Зображення

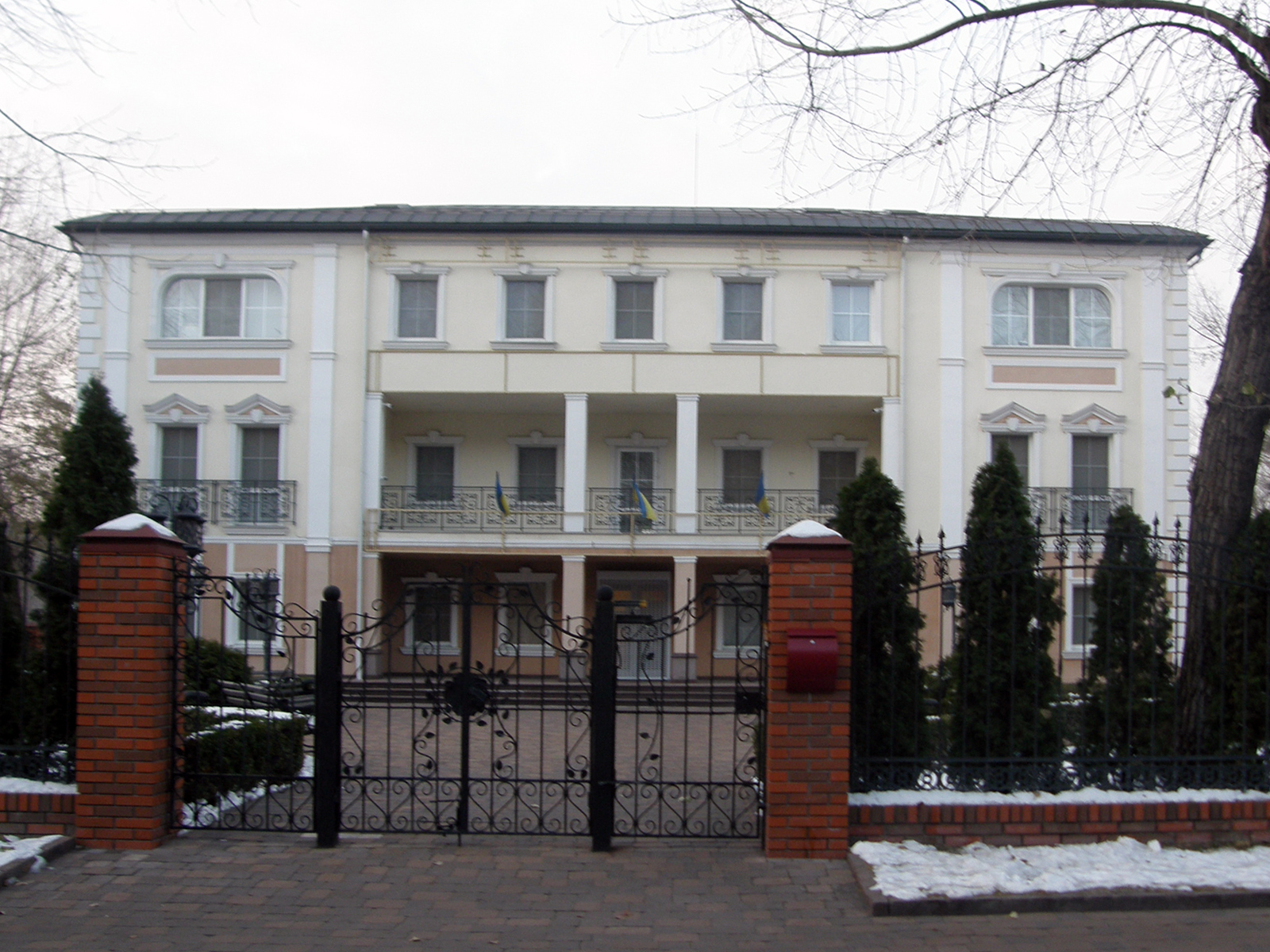
№ 3 — Центр дитячої творчості, типовий проєкт 2-04-22 дитячого садочку, надбудований третім поверхом у 2012
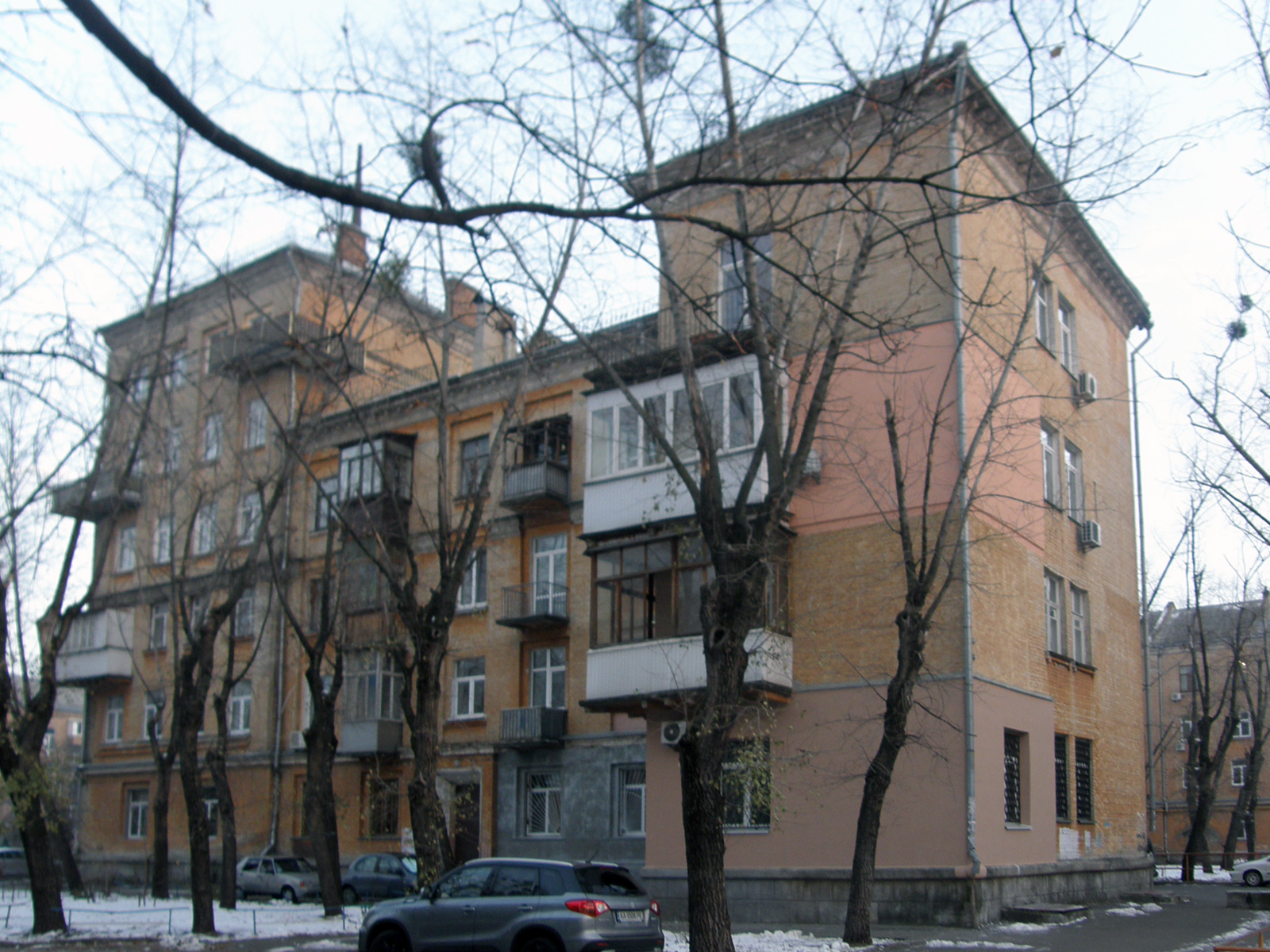
№ 5, 1954 р.
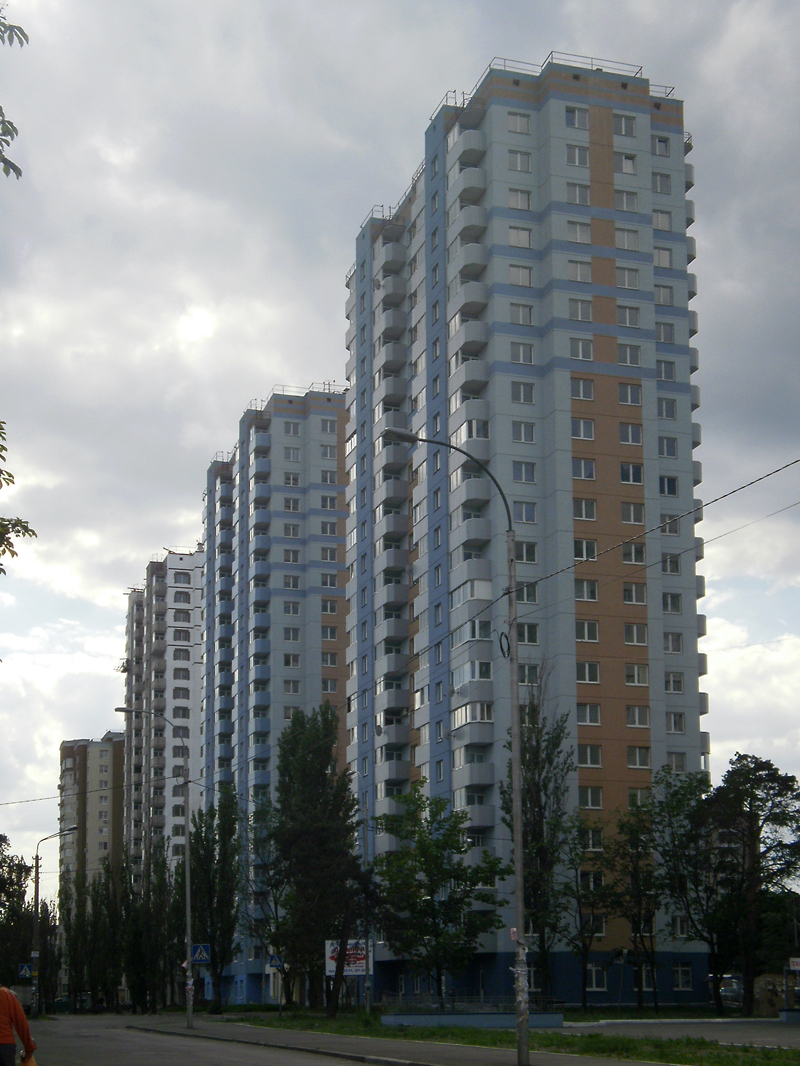
№ 13 — три будинки серії Т-25, 2009 р.
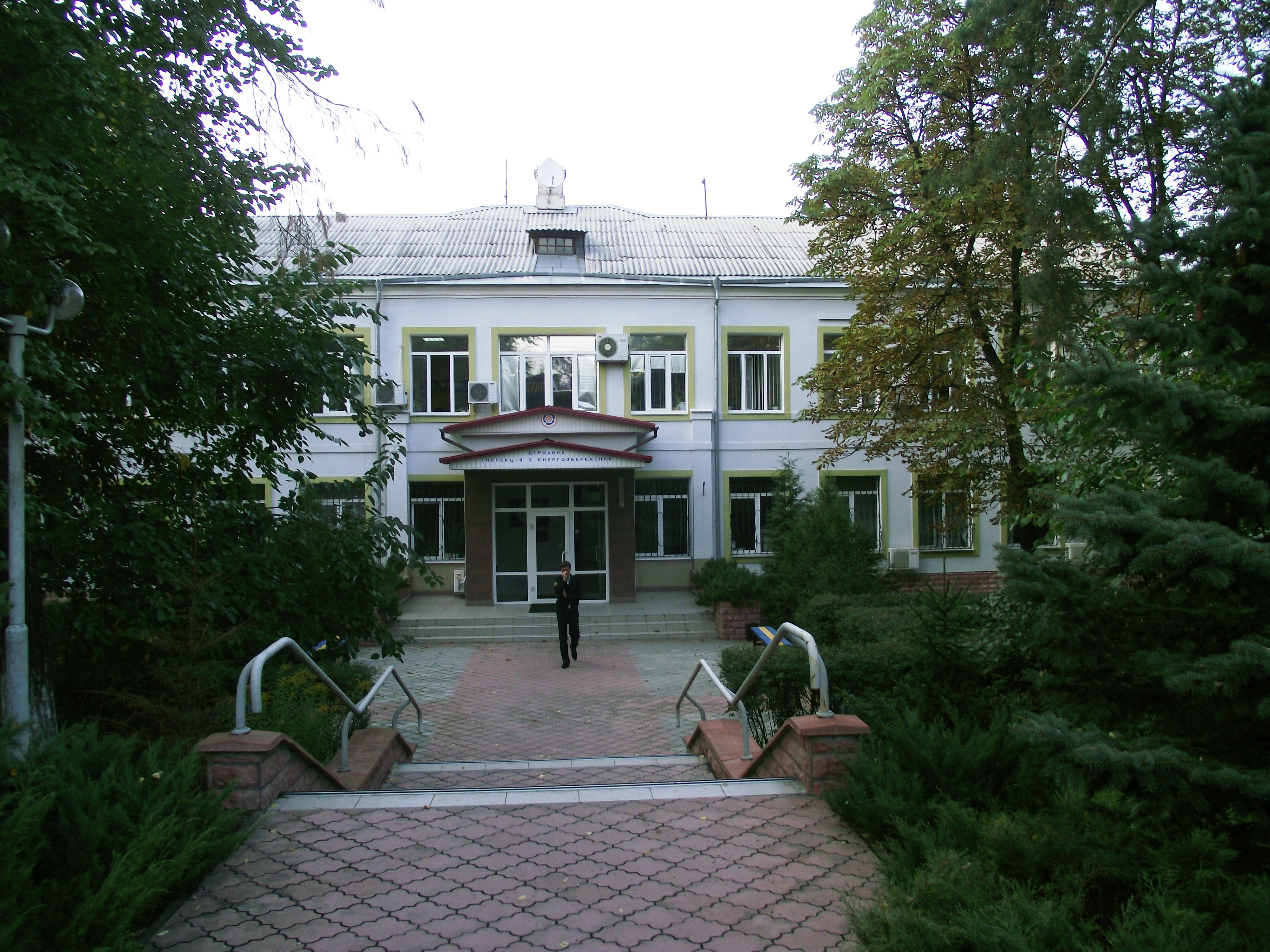
Будинок № 17/17. Державна інспекція з енергозбереження
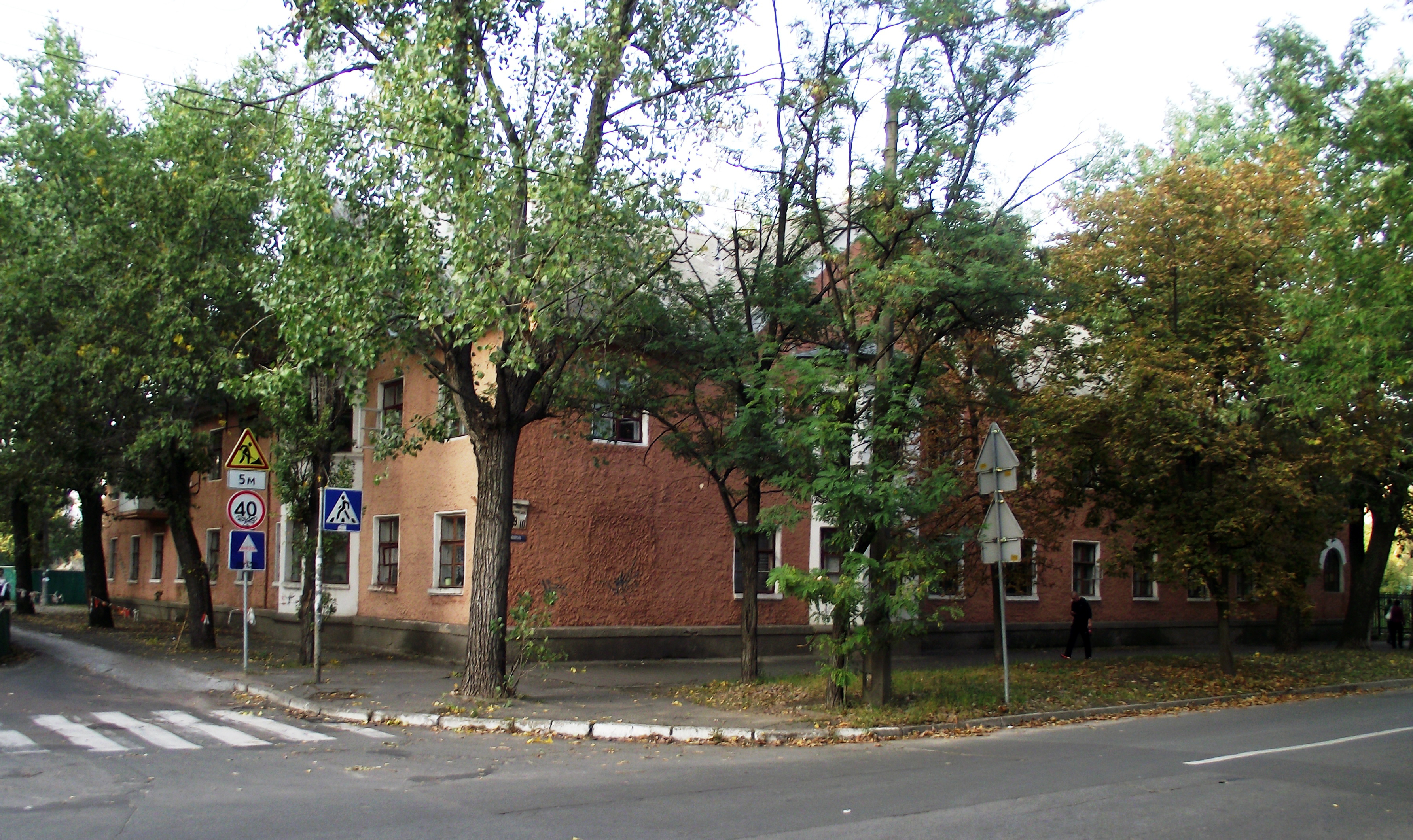
Будинок № 19/10. Житловий дім
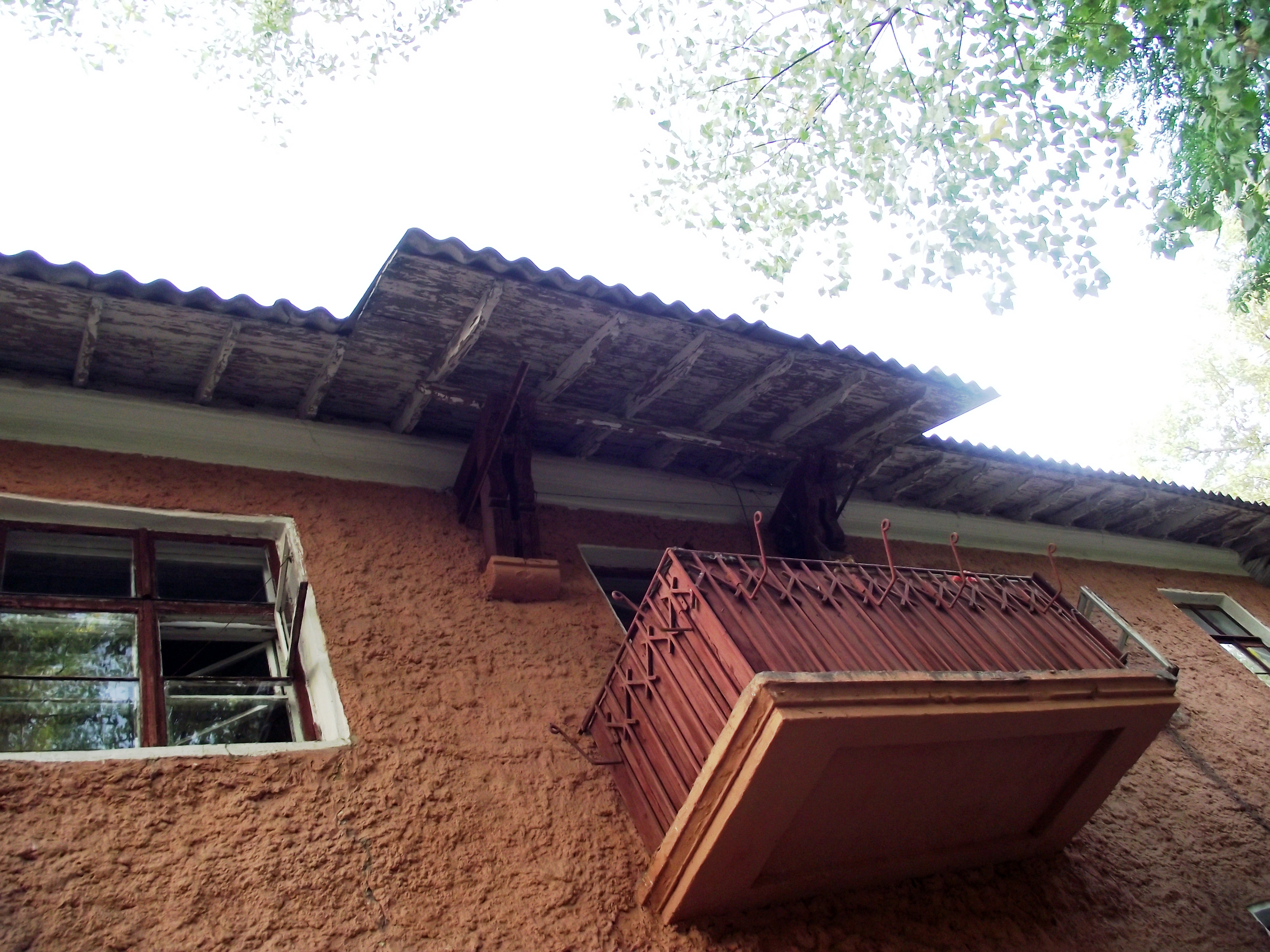
Будинок № 19/10. Кронштейни даху
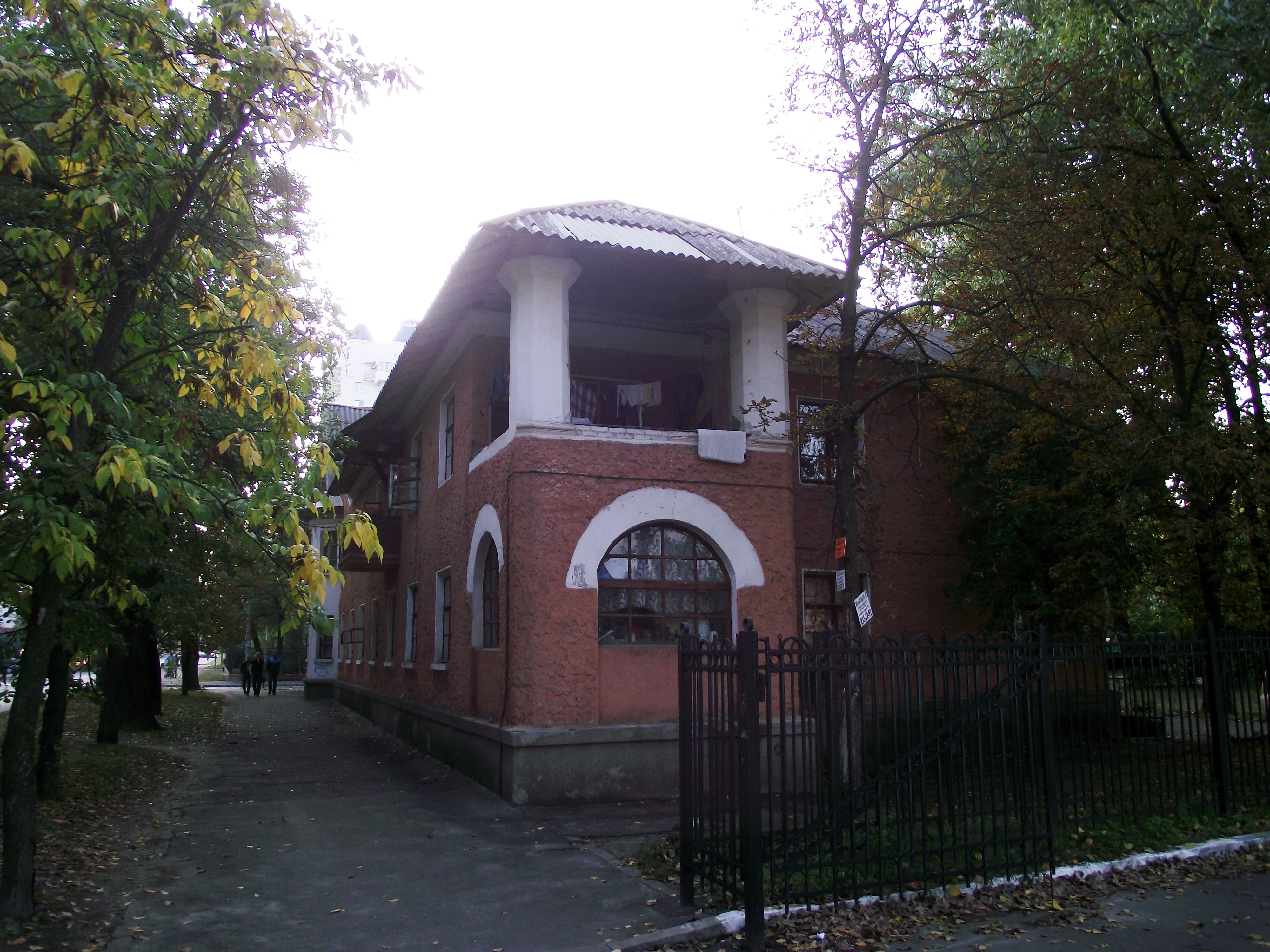
Будинок № 25б. Веранда
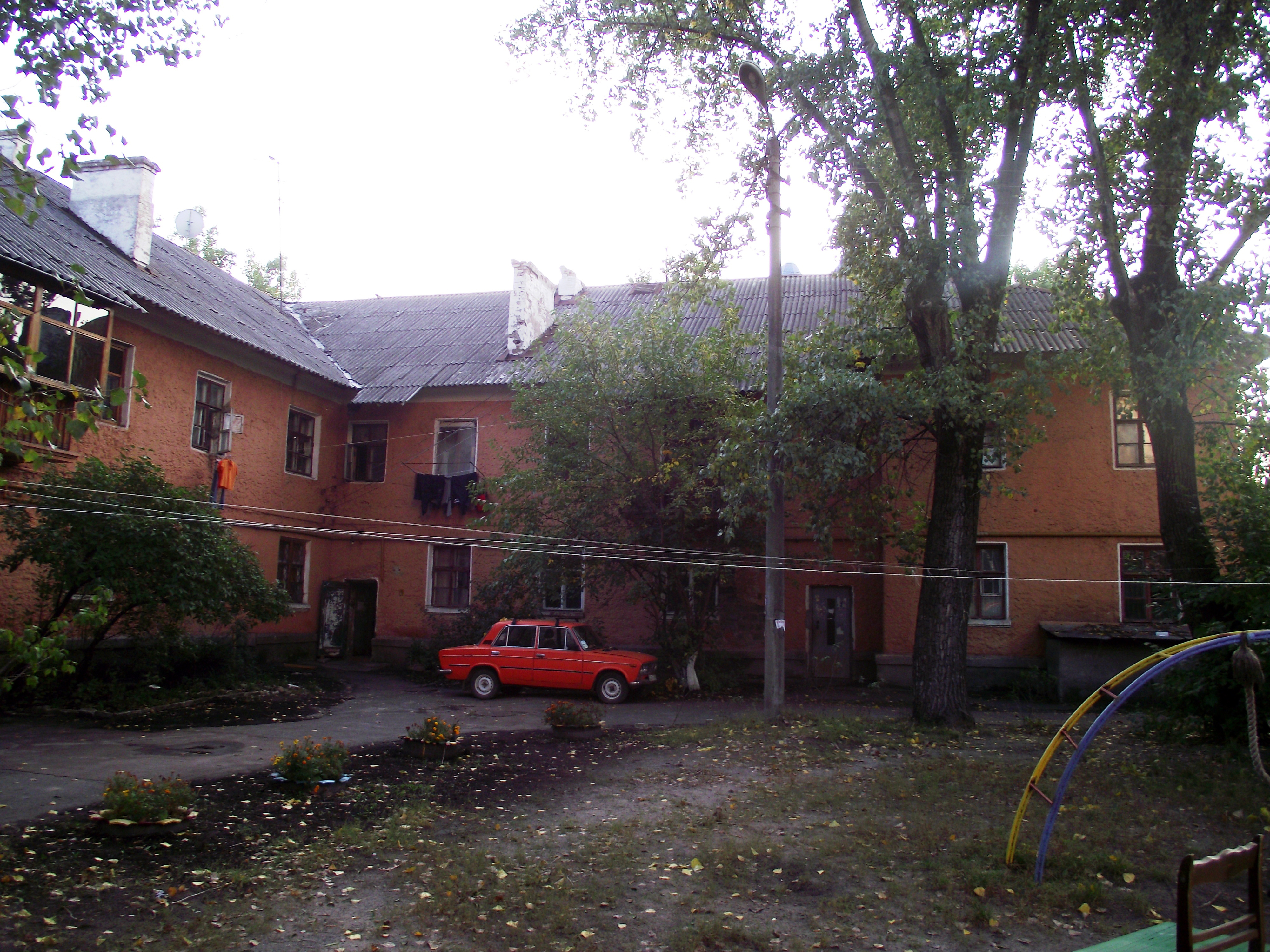
Будинок № 25-б. Двір
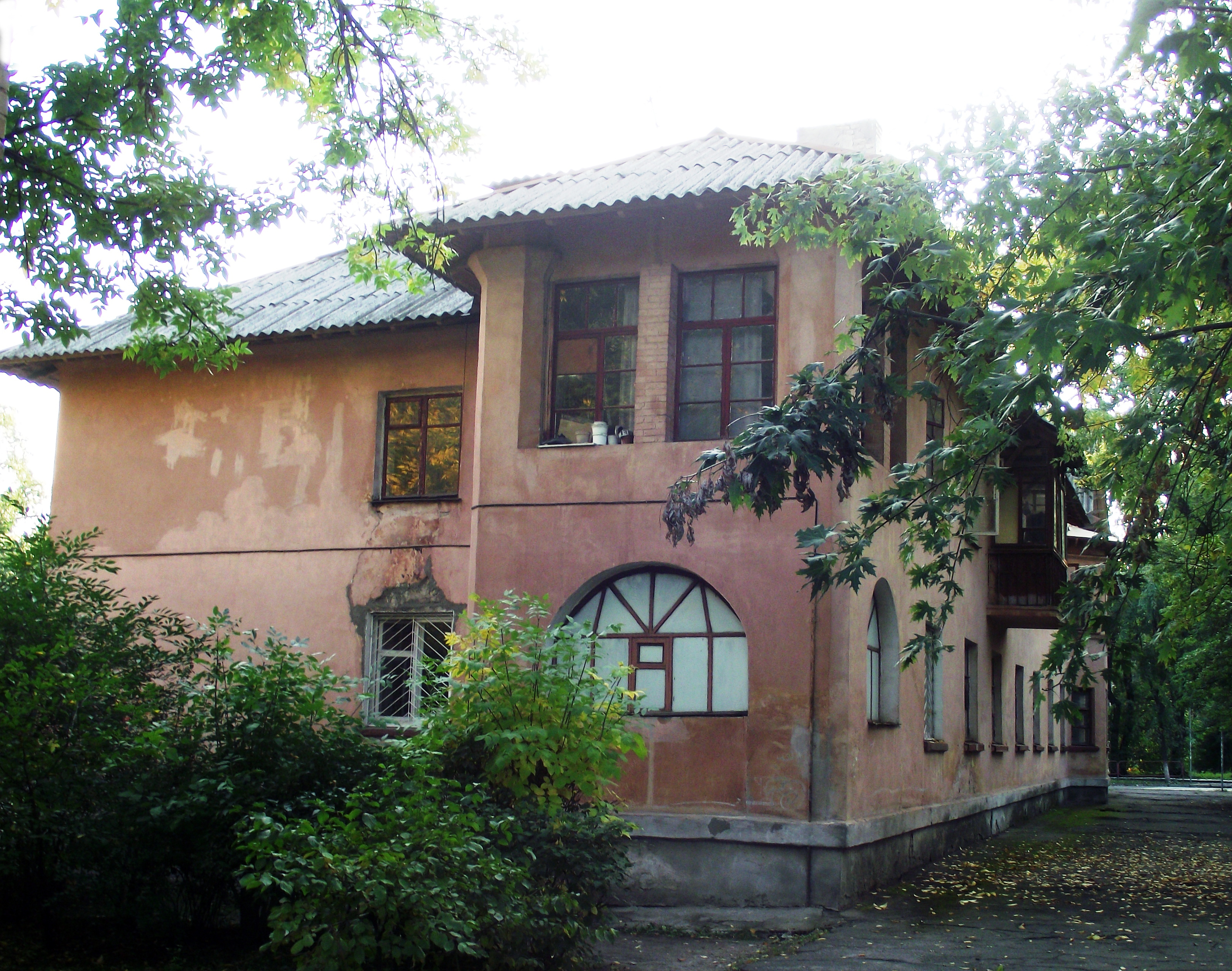
Будинок № 26/8. Веранда
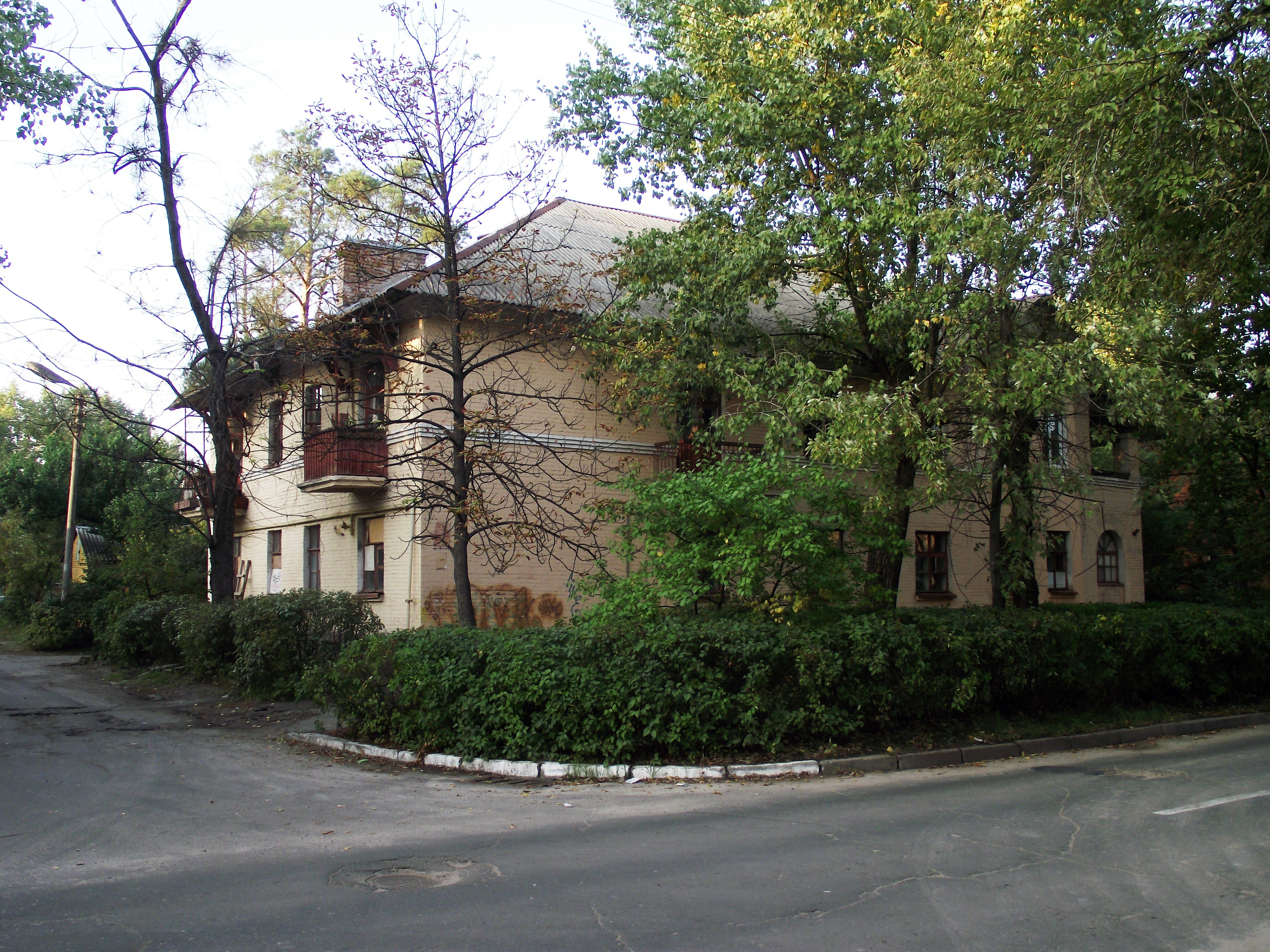
Будинок № 27. Житловий дім
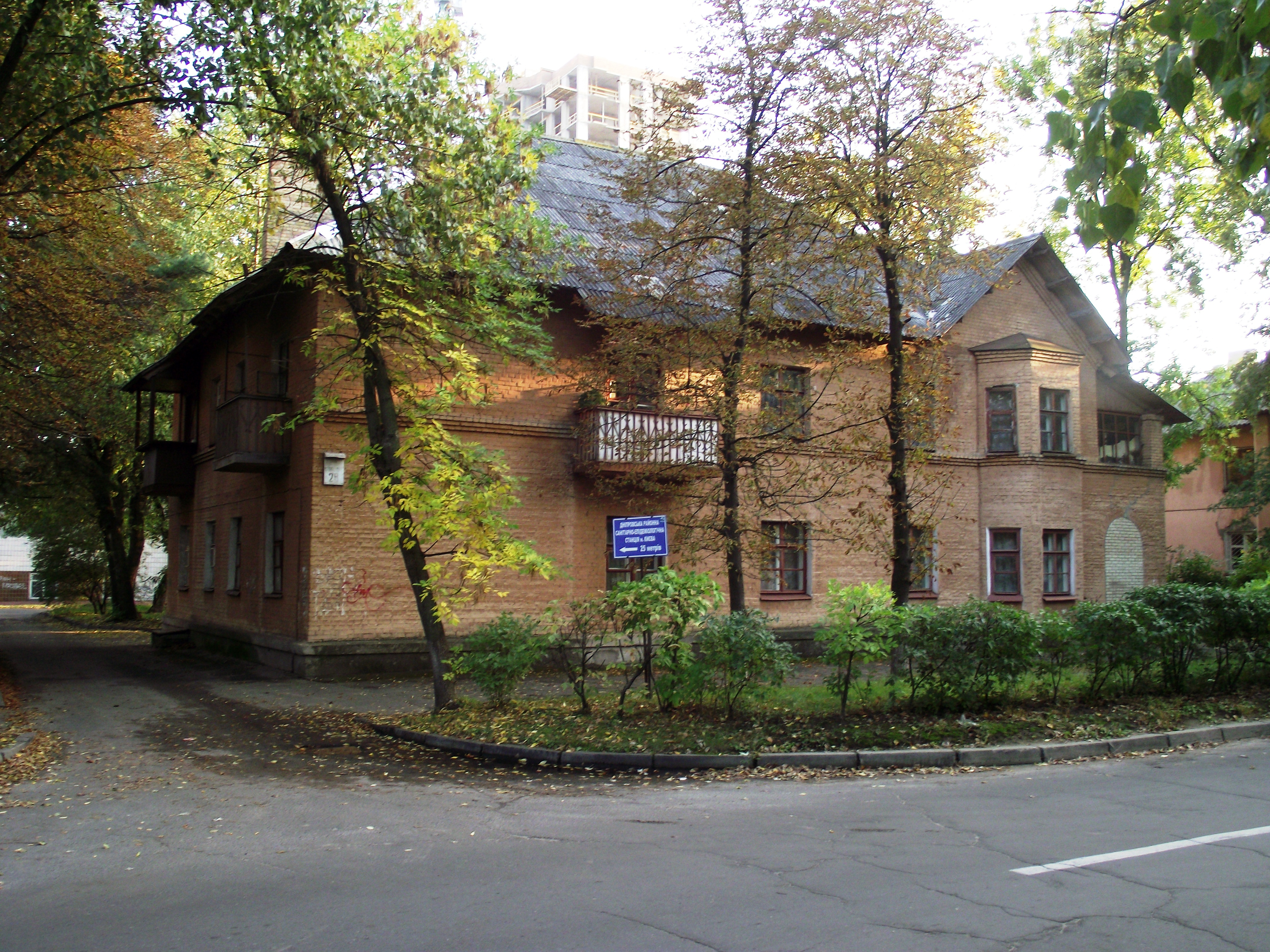
Будинок № 28. Житловий дім
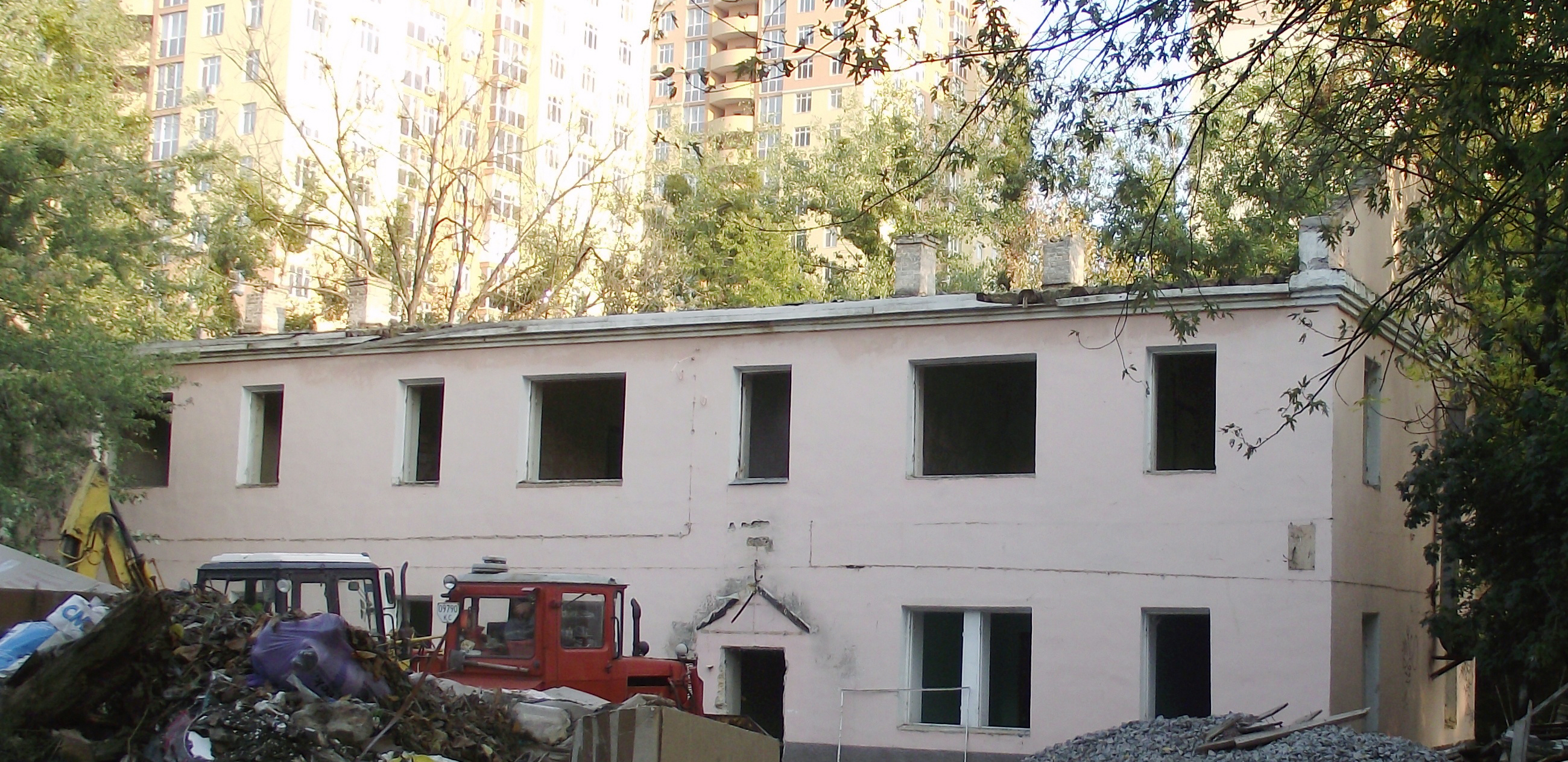
Будинок № 32. Вже знесений
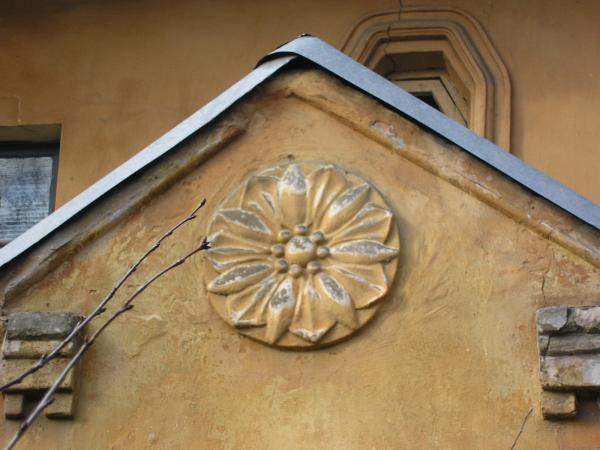
Деталь будинку № 32-а

## Установи та заклади
- Міська клінічна лікарня № 2 (13)

## Меморіальні та анотаційні дошки
| Зображення | Кому присвячено                                                                      | Адреса                                                     | Рік встановлення |
|            | на честь побратимства міста Києва та Кракова, бронза; архітектор — Костянтин Сидоров | бульвар Івана Котляревського, 5 (на розі вул. Краківської) | 1979             |
|            | на честь побратимства міста Києва та Кракова, граніт                                 | вул. Краківська, 29/8                                      | 1961             |